# Goodlands
Goodlands – miasto w północnym Mauritiusie, w dystrykcie Rivière du Rempart. Według danych oficjalnych na rok 2000 liczy 19 273 mieszkańców.